# 大友義鑑
大友義鑑（1502年—1550年2月28日）是豐後國的戰國大名，大友氏第20代當主。
最初以親安（ちかやす）和親敦（ちかあつ）為名，後來獲得室町幕府將軍足利義晴的偏諱，改名為義鑑。

## 生平
文龜二年（1502年）出生，父親是第19代當主大友義長。永正十二年（1515年）父親義長隱居，因此繼任家督，成為第20代當主。但是因為年輕，所以直到永正十五年（1518年）為止都在父親義長的輔佐下度過。義長去世後，則由祖父大友親治輔佐直到大永四年（1524年）。此外，在永正十五年（1518年），朽網親滿圖謀擁立大聖院宗心（大友親綱的六男）發動叛亂，但遭到鎮壓。
大永四年（1524年）三月九日，任修理大夫。因獲得第12代將軍足利義晴的「義」字，從親敦改名為義鑑。
大友氏在義長時代已經平定了內部紛爭，因此義鑑展開了積極的領土擴張政策，並將目標放在了沒有大勢力的肥後國。肥後國雖然有名族菊池氏，但是當時菊池氏因為内部糾紛而弱化。義鑑遂將弟弟大友重治（菊池義武）作為養子送到菊池家，以圖控制該地區。然而，義武與義鑑的關係不佳，最終因為義武企圖從大友氏之中獨立出來成為大名，雙方爆發了激烈的骨肉之爭。
除此之外，義鑑還受到大内義隆的侵攻，大內軍甚至一度迫近豐後（勢場原之戰），令義鑑處於劣勢。不過，在天文七年（1538年），經由將軍足利義晴的仲介，雙方達成和解，義鑑也與足利將軍家維持緊密關係。天文十二年（1543年）義鑑補任肥後守護。
當時，被大友氏認為地位較低的伊東義祐和有馬晴純獲得了將軍義晴的偏諱，這讓義鑑感到危機，並在天文八年（1539年）向室町幕府提出抗議。義鑑指出，西國的諸大名中，大內氏和大友氏是唯一被允許任官為諸大夫的最高級家族，接著是島津氏、菊池氏、九州千葉氏和少貳氏，這些家族可以獲得將軍的偏諱和任官，而其他家族則被視為大名的被官，無法獲得偏諱或任官（不過，根據先例，伊東氏可以獲得較低級的偏諱和大和守的任官）。然而，在天文十四年（1545年），義鑑仍無法阻止大內義隆促成相良義滋和相良晴廣獲得偏諱及任官。此外，大內氏也將大友氏視為低於自己的家族，這被認為是兩家之間紛爭的原因之一。
天文十九年（1550年），義鑑打算將家督之位讓給他溺愛的三男鹽市丸，而不是性格粗暴且人望不高的嫡男義鎮。為此義鑑與寵臣入田親誠共謀將義鎮派的家臣逐個殺害。只是這樣的舉動也促使感受到危機的義鎮派家臣們展開反擊。在二月十日，義鎮派家臣的筆頭田口鑑親（通稱田口新藏人或田口藏人佐）和津久見美作守等人襲撃義鑑的居館，殺害在居館二樓的鹽市丸和鹽市丸的母親，義鑑亦受到瀕死的重傷，在2日後的二月十二日逝世，享年49歲。這就是有名的「二階崩之變」。
值得一提的是，義鑑在臨終前留下了有關領國經營的資料作為遺文，最終也認可由義鎮繼承家督。然而義鑑所寫的有關領國經營的文件，字跡非常工整，不似重病中的人所寫，因此有人懷疑是義鎮所作。
而關於二階崩之變，通說認為義鎮與事件無關，但近年來有觀點認為義鎮可能參與其中。

## 登場作品
- 大友宗麟 追求心之王國（日语：大友宗麟 心の王国を求めて）（2004年、NHK、演：細川俊之）